# Andrij Tłumak
Andrij Bohdanowycz Tłumak, ukr. Андрій Богданович Тлумак (ur. 7 marca 1979 w Stryju w obwodzie lwowskim, Ukraińska SRR) – ukraiński piłkarz, grający na pozycji bramkarza, trener piłkarski.

## Kariera piłkarska
Wychowanek DJuSSz Karpaty Lwów oraz Internatu Sportowego we Lwowie. Pierwszy trener – Roman Pokora. W 1996 rozpoczął karierę piłkarską w klubie Hazowyk Komarno. W 1997 został zaproszony przez trenera Myrona Markewicza do Karpat Lwów. Najpierw występował w drugiej drużynie Karpat. 22 kwietnia 2000 zadebiutował w podstawowym składzie. W Karpatach też pełnił funkcje kapitana drużyny. Latem 2005 przeszedł do Metałurha Zaporoże, ale w końcu roku powrócił do Karpat. W 2007 Myron Markewicz będąc już trenerem Metalista Charków ponownie zaprasza go do charkowskiego zespołu. W 2008 przeszedł do Zori Ługańsk, w barwach której otrzymał ciężką kontuzję tułowia. Latem 2009 powrócił do Karpat Lwów. Na początku czerwca 2012 otrzymał status wolnego agenta.

## Kariera trenerska
W październiku 2012 roku wrócił do Karpat jako asystent trenera drużyny młodzieżowej Radoslava Bojanova. W sierpniu 2013 roku, po odejściu Stepana Jurczyszyna, zaczął pełnić funkcję głównego trenera juniorów Karpat. 19 września tego samego roku opuścił stanowisko ustępując Igorowi Jovićevićowi. W czerwcu 2017 roku został starszym trenerem zespołu Karpat U-19. Po zakończeniu sezonu 2017/18, w którym jego podopieczni zdobyli brązowe medale mistrzostw młodzieżowych Ukrainy, opuścił stanowisko starszego trenera Karpat. 1 czerwca 2018 został mianowany na stanowisko głównego trenera Wołyni Łuck.

## Sukcesy i odznaczenia
- wicemistrz Pierwszej Lihi: 2006